# Berta persimilis
Berta persimilis är en fjärilsart som beskrevs av W. Warren 1897. Berta persimilis ingår i släktet Berta och familjen mätare. Inga underarter finns listade i Catalogue of Life.